# Церковь Воскресения Христова (Ашитково)
Це́рковь Воскресе́ния Христо́ва — приходской храм Коломенской епархии Русской православной церкви в селе Ашитково Воскресенского района Московской области, построенный в 1878 году. Здание церкви является объектом культурного наследия регионального значения и находится под охраной государства. В настоящее время храм действует.

## История храма

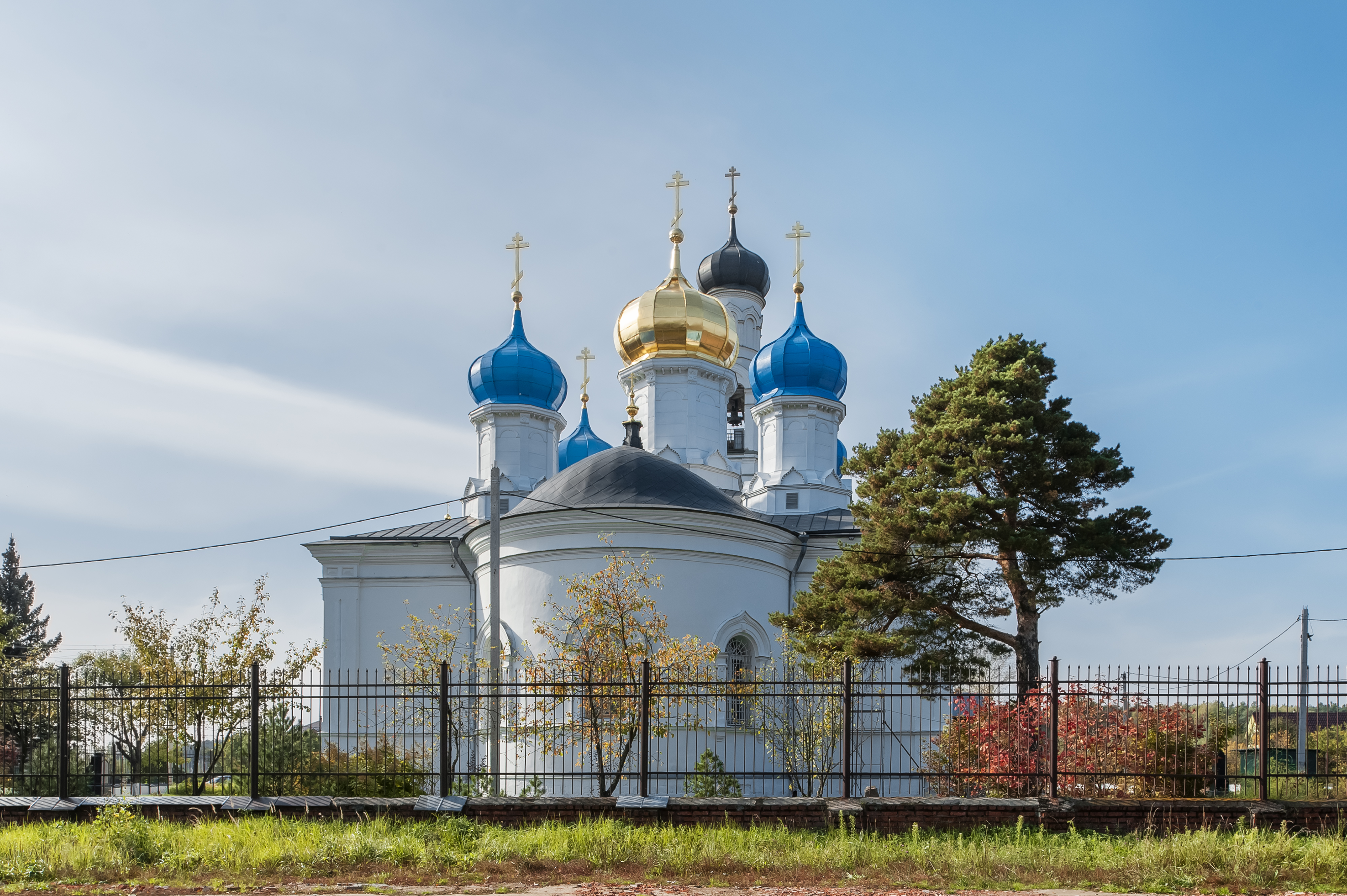
Задний фасад храма

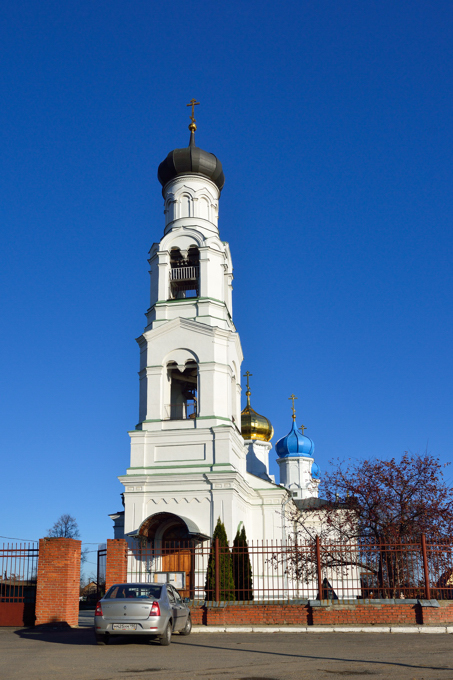
Колокольня

Разрешение на строительство церкви в селе Ашитково было получено в конце 1874 года. Сами работы по возведению объекта начались в 1875 году по проекту архитектора В. О. Грудзины на средства купца Платона Ивановича Балашова, который потратил всё своё состояние на этот объект. 10 декабря 1878 года церковь была построена.
Сам потомственный почётный гражданин, купец 1-й гильдии Платон Иванович Балашов умер 13 октября 1915 годав возрасте 80-ти лет от простуды и похоронен на территории храма.
Строение было возведено кирпичным с белокаменным цоколем, оштукатурено и побелено. Архитектура здания отмечает в себе каноны классицизма с формами русского стиля. В архитектуре колокольни были применены национальные мотивы — двойная арка с гирьками в проёмах звона, венчающие кокошники, аркатура на барабане. Внутреннее пространство расчленено системой столбов и арок на различные по площади и высоте компартименты, подчинённые повышенной центральной ячейке с красивым парусным сводом. В храме расположились три, стоящих в ряд, иконостаса с иконами. На стенах и сводах выполнена масляная живопись — сюжетная и орнаментная с обилием позолоты.
Величественная пятиглавая церковь с внутренней площадью более 600 квадратных метров, одна из самых больших в Воскресенском районе Московской области. В храме три престола: главный — во имя Воскресения Христова, правый — во имя Иверской иконы Божией Матери, левый — во имя Святителя и Чудотворца Николая.
В 1938 году советские власти закрыли церковь. В 40-х годах в помещениях было устроено зернохранилище с сушилкой зерна. Ежегодно сюда закладывалось более 300 тонн семенного зерна. В 1989 году храм был возвращён верующим.
Начались восстановительные работы. 19 июля 2015 года по благословению митрополита Крутицкого и Коломенского Ювеналия епископ Роман Серпуховской с собором священников освятил полным освящением Воскресенский храм села Ашитково.
На колокольне церкви в 1992 году были установлены 3 больших (640 кг, 250 кг, 92 кг) и 5 малых колоколов.

## Современное состояние
С 2002 года церковь ежемесячно выпускает бесплатную приходскую газета «Воскресный листок» тиражом 200 экземпляров.
С 1996 года в праздник Крещения Господня организуется Крестный Ход из храма на реку Нерскую, где совершается Великое освящение воды.
С 1991 года при церкви действует детская, а с 1996 года и взрослая Воскресная школа.
С 1993 года работает приходская библиотека, насчитывающая 3900 церковно-исторических книг.
В самом храме продолжаются работы по реставрации иконостаса и икон.